# Grey Component Replacement
GCR és l'acrònim en anglès de grey component replacement, substitució de la component grisa. En impressió per quadricromia, mètode especial de separacions de color. Redueix la quantitat de tinta a les parts de la imatge que contenen els tres colors primaris CMY, substituint-los totalment o parcialment per negre. D'aquesta manera es redueix el consum de tintes i es millora la qualitat de la imatge en disminuir el grau total de cobertura de tinta. A diferència de la tècnica UCR, que només s'aplica als tons foscos de la imatge, se sostreu un percentatge igual de cada un dels components cian, magenta i groc de la imatge en tots els valors tonals de la mateixa (llums, mitjos tons i ombres). Un excés en l'aplicació d'aquesta tècnica o un mal ús pot portar a ombres poc saturades -efecte que es pot compensar amb la tècnica anomenada under color addition.